# Noémi Besedes
Noémi Besedes (* 14. März 1980 in Basel) ist eine Schweizer Schauspielerin und Model.

## Leben
Besedes absolvierte von 2002 bis 2005 eine Schauspielausbildung an der European Film Actor School in Zürich, die sie mit einem Diplom abschloss. Ausserdem besuchte sie Schauspielseminare und Workshops bei Niki Stein und Vivian Naefe. Sie spielte in zahlreichen Filmen und Theaterstücken mit. Zuletzt war sie in dem Film Handbag – Le Sac unter der Regie von Christoph Heckenbücker zu sehen. Ferner spielte sie unter anderem in dem Spielfilm Inglourious Basterds mit, bei dem Quentin Tarantino Regie führte.
Bekannt wurde sie durch die Arbeit als Moderatorin bei VIVA Schweiz. Darüber hinaus war sie auch FHM-Girl in der Februar-Ausgabe 2010.

## Filmografie

### Kino
- 2003: Out of Control, Rolle: Kellnerin, Regie: Ramanjit Juneja
- 2003: Heute ist morgen, Regie: Bernd Scheiter
- 2007: Die Helden aus der Nachbarschaft, Rolle: Aerobic Trainerin, Regie: Jovan Arsenic
- 2008/2009: Inglourious Basterds, Regie: Quentin Tarantino
- 2009: Mondscheinsonate, Regie: Frauke Lodders
- 2011: Mann tut was Mann kann, Regie: Marc Rothemund
- 2023: Lubo, Regie: Giorgio Diritti
- 2023: Black Box, Regie: Aslı Özge

### Fernsehen
- 2005: Rick und Olli, Regie: Stefan Lukschy, WDR
- 2006: Verbotene Liebe, Regie: Ute Hilgefort, ARD
- 2006: Unter uns, Regie: Frank Fabisch, RTL
- 2008: 4 Singles, Regie: Dirk Nabersberg, Comedy  – Pilot RTL
- 2010: Utta Danella – Liebe mit Lachfalten, Regie: John Delbridge, ARD
- 2011: Lena – Liebe meines Lebens, Regie: David Carreras, ZDF
- 2011: Tod am Engelstein, Regie: Christiane Balthasar, ZDF
- 2012: Der Kriminalist – Blaues Blut, Regie: Christian Görlitz, ZDF
- 2014: Der Bestatter, Regie: Markus Welter, SRF
- 2015: Homeland, Regie: Lesli Linka Glatter, Showtime
- 2016: Dengler – Am zwölften Tag, Regie: Lars Kraume, ZDF
- 2019: Der Bulle und das Biest  – Karma, Regie: Hanno Olderdissen, Sat.1
- 2019: Dengler – Brennende Kälte, Regie: Rick Ostermann, ZDF
- 2025: Die Beschatter, Regie: Michael Steiner, SRF 1

### Kurzfilme
- 2006: Waiting for Ralf, Rolle: Sylvie (HR), Regie: Julia Kaiser
- 2007: Und nu?, Regie: Lena (HR), Regie: Felix von Boehm
- 2007: Particle Film Project, Rolle Particle 1, Regie: Kenzo Guzman
- 2008: Mondscheinsonate, Rolle: Amelia, Regie: Frauke Lodders
- 2008: Aufgehen, Rolle: Andres, Regie: Manuel Gerber
- 2009: Niemals Gewalt (Social), Rolle Mutter, Regie: David Aufdembrinke
- 2009: Abschied, Rolle: Tänzerin (HR), Regie: Beyazit Egilli
- 2010: Handbag, Rolle: Swiss Lady, Regie: Christoph Heckenbücker
- 2010: Der Brief, Rolle Claudia, Regie: Doroteya Droumeva
- 2010: Digital Evidence, Rolle: Naomi Pastrana, Regie: Nicolas Christakis

### Sonstige Filme
- 2004: Die letzte Wette, Rolle: Cindy (HR), Regie: Peter Klas
- 2006: The Concert, Rolle: Frau Klein, Regie: Jan Saßmannshausen
- 2008: Eine falsche Nacht, Rolle: Luisa Moreau (HR), Regie: Max Polzer
- 2008: One-Night Stand, Rolle: Annika (HR), Regie: Hagen Döcke
- 2009: The Cheat, Rolle Alex, Regie James Walker
- 2010: Mit der Tür ins Haus, Rolle Paula (HR), Regie: Arne Duppler